# هنر نقاشی
هنر نقاشی (انگلیسی: The Art of Painting)، نام اثری با عمق میدان از یوهانس فرمیر، نقاش برجستهٔ هلندی است.
اثر، نقاشی با لباس فاخر را در حین پُرتره‌کشیدن از زنی با لباس آبی که کتاب و ترامپتی را نگه‌داشته، در اتاقی که نقشهٔ کشورهای سفلی به دیوار نصب شده‌است، به‌تصویر کشیده‌است.
این اثر توسط آدولف هیتلر خریداری شد و در اقامتگاه خصوصی هیتلر در مونیخ نگه‌داری می‌شد. اما اکنون در مالکیت موزه تاریخ هنر در وین قرار دارد.

## شرح

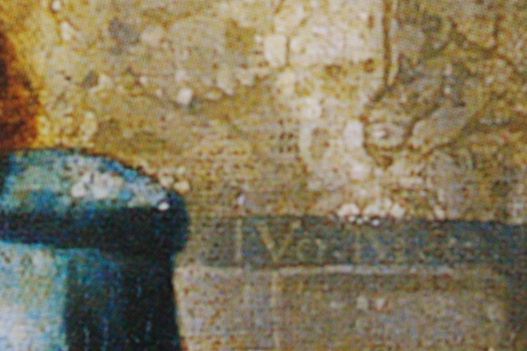
امضاء او

نگاره فوق هنرمندی را به تصویر می‌کشد که زنی با لباس آبی را به عنوان مدل در استودیوی خود نقاشی می‌کند. سوژه کنار یک پنجره ایستاده و نقشه بزرگی از کشورهای پایین بر روی دیوار پشت او آویزان است. اکثر کارشناسان بر این باورند که این اثر زمانی بین سال‌های ۱۶۶۸–۱۶۶۵ کشیده شده‌است، اما برخی معتقدند این اثر می‌توانست در اواخر سال‌های ۱۶۷۵–۱۶۷۰ ایجاد شده باشد.